# 7892 Musamurahigashi
7892 Musamurahigashi este un asteroid din centura principală de asteroizi.

## Descriere
7892 Musamurahigashi este un asteroid din centura principală de asteroizi. A fost descoperit pe 27 noiembrie 1994 la Nyukasa de Masanori Hirasawa și Shohei Suzuki. Asteroidul prezintă o orbită caracterizată de o semiaxă mare de 3,20 ua, o excentricitate de 0,18 și o înclinație de 1,4° în raport cu ecliptica.